# Gerhard von Pelet-Narbonne
Gerhard Friedrich Karl von Pelet-Narbonne, né le 8 février 1840 à Friedeberg (province de Brandebourg) et mort le 11 octobre 1909 à Charlottenbourg, est un général (Generalleutnant) et écrivain militaire prussien.

## Biographie
Aristocrate prussien d’ascendance huguenote, il est issu d'une famille de tradition militaire qui a donné deux autres généraux à la Prusse : les frères Karl von Pelet (1742-1823) et Friedrich von Pelet (de) (1745-1820).
Gerhard fait carrière dans l’armée prussienne où il sert dans la cavalerie. Incorporé comme cadet dans un 4e régiment d'uhlans en 1857, sous-lieutenant en 1858, il suit le cursus de l'Académie de Guerre en 1865. Lieutenant en 1866 et capitaine en 1867, il participe à la Guerre austro-prussienne de 1866 comme officier d'état-major puis à la Guerre franco-allemande de 1870 comme officier de cavalerie. Nommé commandant, il est employé au Ministère de la Guerre de 1875 à 1878 avant de réintégrer un régiment de hussards comme lieutenant-colonel. Chef de corps du 15e régiment de hussards (de) en 1882, colonel en 1886, il est ensuite affecté au commandement des 15e, 30e (de) et 33e (de) brigades de cavalerie, jusqu'à ce qu'on lui confie, le 29 juin 1891, le commandement de la 1re division d'infanterie à Königsberg. Il est promu Generalmajor en 1889 puis Generalleutnant en 1891 et commande une division jusqu’à son départ en disponibilité en 1894.
Le colonel puis général von Pelet-Narbonne est par ailleurs un auteur militaire abondant, spécialiste de la cavalerie.
Il fait valoir son expérience de chef et de praticien en rédigeant des manuels d’instruction à l’usage du service de la cavalerie.
Il fait aussi œuvre d’historien de son arme en publiant plusieurs études sur l’action de la cavalerie allemande durant la Guerre franco-allemande de 1870 ainsi qu'une synthèse sur l'histoire de la cavalerie prussienne depuis l'avènement du grand-électeur Frédéric-Guillaume Ier de Brandebourg.
Théoricien reconnu de l’emploi de la cavalerie, Pelet-Narbonne préconise un emploi offensif de l’arme équestre au combat en adaptant sa tactique à la spectaculaire amplification de la puissance de feu permise par la révolution technologique, et souligne son importance inentamée dans les opérations de renseignement en campagne.
Plusieurs de ses livres ont fait l’objet de traductions en langue étrangère, essentiellement en France où sa science de la cavalerie en fait un auteur étudié avec attention dans la perspective de la Revanche. Ses publications y font l'objet de comptes-rendus réguliers dans la presse militaire (Revue de cavalerie, Revue d'artillerie).
Enfin, à partir de 1894, Pelet-Narbonne exerce les responsabilités de directeur de la publication et éditeur scientifique d’une revue annuelle de référence sur l’actualité militaire, le V[on] Löbells' Jahresberichte über die Veränderungen und Fortschritte im Militärwesen (périodique fondé en 1874). Il publie aussi de nombreux articles dans la presse spécialisée traitant des sujets militaires, notamment dans les pages du Militär-Wochenblatt.

## Ouvrages
- (de) Gerhard von Pelet-Narbonne, Der Kavalleriedienst und die Wehrkräfte des deutschen Reiches, ein Lehrbuch für jüngere Offiziere, sowie zur Benutzung beim theoretischen Unterricht, nebst einem Anhang : Der Melde und Rekognoszirungsdienst des Kavallerie-Offiziers, Berlin, E. S. Mittler und Sohn, 1881, XXIV-500 p. (BNF 31074194) (6e édition en 1909).

- (de) Gerhard von Pelet-Narbonne, V. Mirus' Leitfaden für den Kavalleristen bei seinem Verhalten in und ausser dem Dienste, zum Gebrauch in den Instruktionsstunden und zur Selbstbelehrung. Im Anschluss an die massgebenden Bestimmungen, Berlin, E. S. Mittler und Sohn, 1887, XIII-260 p. (BNF 30953612).

- (de) Gerhard von Pelet-Narbonne, Ueber Erziehung und Führung von Kavallerie sowie Uebungen gemischter Truppen im Gelände, Berlin, E. S. Mittler und Sohn, 1894, VIII-200 p. (BNF 31074205)(2e édition en 1896).

- (de) Gerhard von Pelet-Narbonne, Die Aussichten der Kavallerie im Kampfe gegen die Infanterie und die Artillerie : Vortrag, gehalten in der militärischen Gesellschaft zu Berlin am 3. November 1897, Berlin, E. S. Mittler und Sohn, 1897, 26 p. (BNF 31074190).

- (de) Gerhard von Pelet-Narbonne, Hülfsbuch zur Ertheilung des theoretischen Unterrichts über Reiten an Reiter 2. Klasse und Remontereiter sowie zum Selbstunterricht für angehende Reitlehrer, Berlin, E. S. Mittler und Sohn, 1897, II-48 p. (BNF 31074193) (2e édition)

- (de) Gerhard von Pelet-Narbonne, Das Militärwesen in seiner Entwickelung während der 25 Jahre 1874-1898 als Jubiläumsband der "v. Löbell' schen Jahresberichte", Berlin, E. S. Mittler und Sohn, 1899, 2 parties en 1 volume (BNF 31074202).

- (de) Gerhard von Pelet-Narbonne, Die Reiterei der ersten und zweiten deutschen Armee in den Tagen vom 7. zum 15. August 1870, dargestellt nach den Kriegsakten und anderen Quellen unter Anschluss von Betracht ungen über den Kavalleriedienst im Kriege, Berlin, E. S. Mittler und Sohn, 1899, XIV-218 p. (BNF 31074203).

- (de) Gerhard von Pelet-Narbonne, Der Kavalleriedienst, ein Handbuch für Offiziere : Vol. I. Die Ausbildung im Frieden (5e édition) ; Vol. II. Der Kavalleriedienst im Kriege. Kavallerie in der Vorbewegung, Verfolgung und Aufklärung, dargestellt an dem Vormarsch der deutschen Reiterei von der Saar über die Mosel in den Tagen vom 7. zum 15. August 1870. (2e édition) ; Vol. III. Der Kavalleriedienst im Kriege. Kavallerie im Sicherungsdienst und in der Schlacht, dargestellt an den Ereignissen von Coulmiers im Spätherbst 1870, Berlin, E. S. Mittler und Sohn, 1901-1903, 2 tomes en 3 volumes (BNF 31074198).

- (de) Gerhard von Pelet-Narbonne, Verfolgung und Aufklärung der deutschen Reiterei am Tage nach Spicheren (7. August 1870). Zugleich eine Richtigstellung und Vorausgabe der 2ten Auflage der Schrift : Die Reiterei der ersten und zweiten deutschen Armee in den Tagen vom 7. zum 15. August 1870., Berlin, E. S. Mittler und Sohn, 1901, VIII-29 p. (BNF 31074208).

- (de) Gerhard von Pelet-Narbonne, Friedrich Wilhelm, der Grosse Kurfürst von Brandenburg, Berlin, B. Behr, 1905, IV-110 p. (BNF 31074191).

- (de) Gerhard von Pelet-Narbonne, Geschichte der brandenburgpreussischen Reiterei des grossen Kurfürsten bis zur Gegenwart : Vol. I. Die alte Armee. Vom Grossen Kurfürsten bis zum Frieden von Tilsit. ; Vol. II. Die neue Armee. Vom Frieden zu Tilsit bis zur Gegenwart, Berlin, E. S. Mittler und Sohn, 1905, 2 volumes (BNF 31074192).

- (de) Gerhard von Pelet-Narbonnee, Sattelbuch des Kavallerieoffiziers, Technisches aus dem Heerwesen-Kenntnis fremder Armeen, Berlin, E. S. Mittler und Sohn, 1909, 91 p. (BNF 31074201).

- (de) Gerhard von Pelet-Narbonne, Deutsche Heerführer, Berlin, Siegismund, 1911, 159 p.

- Gerhard von Pelet-Narbonne (trad. B***, sous-lieutenant), Le Service des rapports et reconnaissances de l'officier de cavalerie : Traduction partielle de "Der Kavalleriedienst...", Paris, L. Baudouin, 1887, 95 p. (BNF 310741964).

- Gerhard von Pelet-Narbonne, Instruction et conduite de la cavalerie, avec des exercices de troupes de toutes armes en terrain varié. Testament d'un cavalier, Paris, Berger-Levrault, 1896, 231 p. (BNF 31074207).

- Gerhard von Pelet-Narbonne (trad. lieutenant-colonel Paul-Joseph Silvestre), La Cavalerie des Ire et IIe armées allemandes dans les journées du 7 au 15 août 1870, Paris, Berger-Levrault, 1900, 266 p. (BNF 31074204).

- Gerhard von Pelet-Narbonne (trad. colonel Paul-Joseph Silvestre), Service de la cavalerie en campagne : La cavalerie allemande pendant les journées de Coulmiers, rôle de la cavalerie dans le service de sûreté et dans le combat ;  Traduction de la 2e partie du T. II de "Der Kavalleriedienst", Paris, Berger-Levrault, 1906, XII-167 p. (BNF 31074199).

- (en) Gerhard von Pelet-Narbonne (trad. major D'Arcy Legard), Cavalry on service : illustrated by the advance of the German cavalry across the Mosel in 1870, Londres, Hugh Rees, 1906, 350 p. (BNF 0714649996).